# 오마하 시빅 오디토리움
오마하 시빅 오디토리움(영어: Omaha Civic Auditorium)은 미국 네브래스카주 오마하에 위치한 컨벤션 센터 겸 실내 경기장이다. 과거 NBA 캔자스시티-오마하 킹스와 AHL 오마하 아크사벤 나이츠의 홈경기장으로 사용했다.

## 같이 보기
- CHI 헬스 센터 오마하
- 아크사벤 (아레나)